# Daniel W. Christman

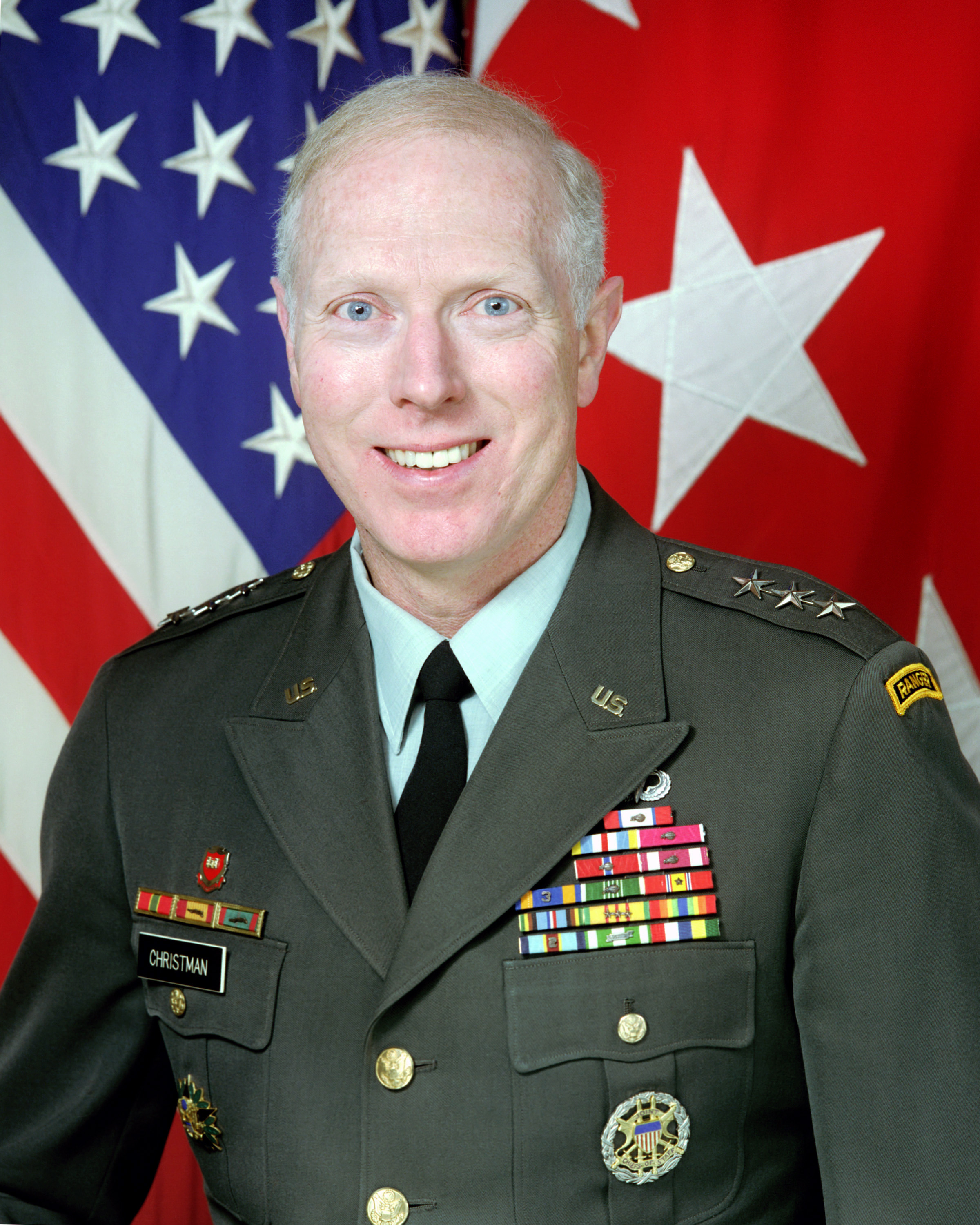
Daniel W. Christman

Daniel William Christman (* 5. Mai 1943 in Youngstown, Ohio) ist ein pensionierter Generalleutnant der United States Army. Er war unter anderem als Superintendent Leiter der Militärakademie West Point.
Daniel Christman wuchs in Hudson im Bundesstaat Ohio auf, wo er auch die öffentlichen Schulen besuchte. In den Jahren 1961 bis 1965 absolvierte er die US-Militärakademie in West Point, die er als Jahrgangsbester abschloss. Er wurde als Leutnant dem United States Army Corps of Engineers zugeteilt. In der Armee durchlief er anschließend alle Offiziersränge vom Leutnant bis zum Drei-Sterne-General. Während seiner langen militärischen Dienstzeit nutzte Christman auch die ihm angebotenen Möglichkeiten zur Weiterbildung. So studierte er bis 1969 an der Princeton University die Fächer Ingenieurwesen und öffentliche Beziehungen. Im Jahr 1974 absolvierte er das Command and General Staff College und 1983 das National War College. Außerdem studierte er bis 1986 an der George Washington University Rechtswissenschaften. Darüber hinaus hat er noch weitere militärische Schulen absolviert.
Militärisch war Daniel Christman in verschiedenen Erdteilen eingesetzt. Gleich zu Beginn seiner Laufbahn gehörte er einer Pionier-Einheit (Engineers) an, die in Südkorea stationiert war. Anschließend nahm er in den Jahren 1969 und 1970 am Vietnamkrieg teil. In den 1970er Jahren bekleidete er neben seinen bereits erwähnten Fortbildungen einige Stabsoffiziersstellungen. In den Jahren 1975 und 1976 gehörte er dem Sicherheitsrat der Vereinigten Staaten im Weißen Haus an. Danach war er bis 1978 Stabsoffizier im Heeresamt in Washington, D.C. Dabei gehörte es zu seinen Aufgaben, den Stabschef des Heeres in Bezug auf die Abrüstungsgespräche (SALT) zu beraten. Er musste auch vor dem Geheimdienstausschuss des Kongresses zum Thema sowjetischer Einhaltung bzw. Erfüllung von früheren Abrüstungsbeschlüssen aussagen.
Reguläre militärische Verwendungen hatte Christman in Wildflecken in Deutschland und in Savannah in Georgia. Anschließend wurde er Leiter des U.S. Army Engineer Center in Fort Leonard Wood in Missouri. Diese Stellung hatte er zwischen 1991 und 1993 inne. In den Jahren 1993 und 1994 war er amerikanischer Vertreter beim Militärausschuss der NATO in Brüssel. Christman gehörte 21 Monate lang dem Stab des Vorsitzenden des gemeinsamen Generalstabs aller Teilstreitkräfte (Joint Chiefs of Staff) an. Dieses Amt wurde zu jener Zeit von General John M. Shalikashvili ausgeübt. In jenen Jahren war Christman auch mit verschiedenen Missionen im Zusammenhang mit den Abrüstungsgesprächen und dem Verhältnis zwischen der NATO und dem Warschauer Pakt betraut. Im Jahr 1996 wurde Daniel Christman als Nachfolger von Howard D. Graves zum 55. Leiter der Militärakademie West Point ernannt. Dieses Amt bekleidete er bis zum Jahr 2001. Danach schied er aus dem aktiven Militärdienst aus.
Nach seinem Ruhestand ist der frühere Generalleutnant oft Gast bei TV-Talkshows zu aktuellen Themen. Dort gibt er seine Einschätzungen zu internationalen Konflikten und zur Nationalen Sicherheit der USA wieder. Er gehört auch dem Vorstand der Amerikanischen Handelskammer an. Darüber ist er im Vorstand einiger Unternehmen. Daniel Christman lebt mit seiner Frau Susan in Alexandria, Virginia. Das Paar hat zwei erwachsene Töchter.

## Orden und Auszeichnungen
Generalleutnant Daniel Christman erhielt im Lauf seiner militärischen Laufbahn unter anderem folgende Auszeichnungen:
- Defense Distinguished Service Medal
- Army Distinguished Service Medal
- Defense Superior Service Medal
- Legion of Merit
- Bronze Star Medal
- Air Medal